# Mericisca perpictaria
Mericisca perpictaria är en fjärilsart som beskrevs av Barnes och Mcdunnough 1916. Mericisca perpictaria ingår i släktet Mericisca och familjen mätare. Inga underarter finns listade i Catalogue of Life.